# 121 파이낸셜 볼파크
121 파이낸셜 볼파크(121 Financial Ballpark)은 미국의 다목적 경기장이다. 플로리다주 잭슨빌에 위치하고 있으며 NASL 잭슨빌 아마다 FC의 홈경기장이다.
잭슨빌 아마다 FC의 경기시에는 커뮤니티 퍼스트 파크(Community First Park) 부른다.